# St. Nikolaus und Stephanus (Buttelstedt)

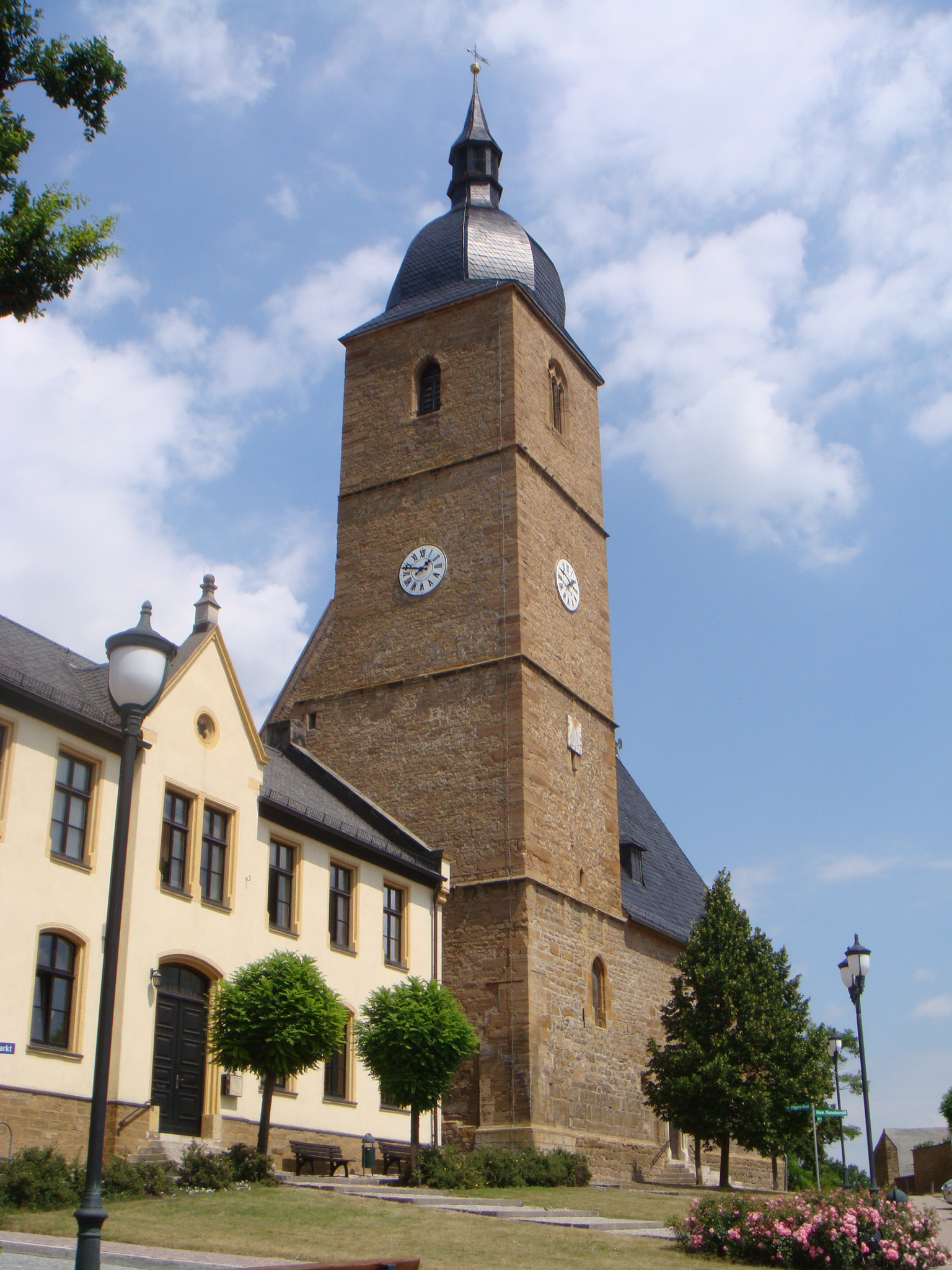
St. Nikolaus und Stephanus

Die heute evangelisch-lutherische Stadtkirche St. Nikolaus und Stephanus steht in der Weimarischen Straße 1 von Buttelstedt, einem Ortsteil der Landgemeinde Am Ettersberg im Norden des Landkreises Weimarer Land. Sie ist den Heiligen Nikolaus und Stephanus geweiht. Die Kirchengemeinde Buttelstedt gehört zum Pfarrbereich 12-Kirchenland im Kirchenkreis Apolda-Buttstädt der Evangelischen Kirche in Mitteldeutschland.

## Beschreibung
An den unteren Geschossen des Kirchturms der Vorgängerkirche wurde 1486 eine werksteinsichtige Saalkirche mit dreiseitigem Abschluss des Chors im Osten angebaut. Der Turm, der in der Südwestecke des Kirchenschiffs steht, wurde 1652 aufgestockt. 1566 sowie 1690 gab es bauliche Veränderungen. 1815 wurde der Innenraum neu gestaltet und 1993–97 saniert. 1926/27 erhielt der Chor im Rahmen einer Renovierung eine neue Verglasung. 1927/28 wurden die Mosaikglasfenster in das Kirchenschiff eingebaut, gestaltet von Paul Birr und Ernst Kraus. Das Kirchenschiff ist mit einem hohen Satteldach bedeckt. 
 Der Glockenturm trägt eine verschieferte Haube, auf der eine Laterne sitzt. Drei Eisenhartgussglocken von Schilling & Lattermann aus dem Jahr 1923 läuten heute im Turm. 

Eine Kostbarkeit dieser Kirche ist die Turmuhr, die kurz nach dem Dreißigjährigen Krieg hergestellt wurde. Sie schlägt nicht nur die 1/4, 1/2 und volle Stunde, sondern beim vollen Stundenschlag, dem die 4/4 Schläge vorausgehen, gibt es Sonderschläge.
Der Chor hat ein Kreuzgratgewölbe, ebenso die dreiseitig geschlossene Gruft unter ihm. Im Chor befinden sich mehrere Grabmäler und Epitaphien. Auf der Südseite der Kirche ist das spitzbogige Portal. Auf der östlichen Seite weist eine Inschrift auf den Baubeginn von 1486. Der Innenraum ist mit einem hölzernen Tonnengewölbe überspannt. Im Norden sind 1681 zweigeschossige Emporen eingebaut worden, im Westen eine dreigeschossige.

Auf der dritten Westempore steht die Orgel. Die erste Orgel wurde 1569 auf der 1. Nordempore errichtet. 1704 wurde von Johann Weißhaupt ein neues Instrument gebaut. Dieses hat 22 Register, verteilt auf 2 Manuale und Pedal. 1744 wurde die Orgel von Wilhelm Christoph Trebs umgebaut. 1857/58 wurde sie von Karl Friedrich Peternell umgebaut und auf die 3. Westempore versetzt. Sie wurde 2016 von der Orgelbaufirma Georg Wünning (Großolbersdorf/Sa.) generalsaniert und konnte wieder geweiht werden. Sie steht im Chorton. 

Die Kanzel an der Südwand ist um 1630 zur Zeit der Renaissance entstanden. Sie ist mit vollplastischen Figuren von Evangelisten unter Rundbögen geschmückt.